# بلدة بورتسموث (ميشيغان)
بورتسموث (بالإنجليزية: Portsmouth Township, Michigan)‏ هي بلدة تقع بولاية ميشيغان في الولايات المتحدة. تبلغ مساحتها 52.1 (كم²)، وترتفع عن سطح البحر 183 م، بلغ عدد سكانها 3306 نسمة في عام تعداد الولايات المتحدة 2010 حسب إحصاء مكتب تعداد الولايات المتحدة وتصل الكثافة السكانية فيها 69.9 نسمة/كم2.

## وصلات خارجية
- The US50 - Cities and Towns in Michigan State
- Michigan Cities and Towns, Facts, Map, Flag, Colleges, Government, and More